# Eva Fislová
Eva Fislová (ur. 17 marca 1981 w Bańskiej Bystrzycy) – słowacka tenisistka.
W zawodowych rozgrywkach zadebiutowała w maju 1996 roku, w kwalifikacjach do niewielkiego turnieju rangi ITF w słowackiej Nitrze, w których osiągnęła drugą rundę. Drugi raz zagrała rok później, na tym samym turnieju, osiągając tym razem trzecią rundę kwalifikacji. Były to jej jedyne w tym czasie występy w rozgrywkach tenisowych. Praktycznie na stałe w rozgrywkach zagościła od marca 1998 roku. W tym właśnie roku zagrała po raz pierwszy w turnieju głównym, w Preszowie, gdzie jako kwalifikantka dotarła do drugiej rundy. Na przełomie lipca i sierpnia 1998 roku udanie zagrała w Toruniu, osiągając ćwierćfinał turnieju. W następnym roku osiągnęła półfinały w Poznaniu, (przegrała w nim z Anną Żarską) i Toruniu oraz finał w Biogradzie.
W październiku 1999 roku otrzymała od organizatorów dziką kartę do udziału w kwalifikacjach do turnieju WTA w Bratysławie. Był to jej debiut w rozgrywkach tej rangi, w którym to jednak zakończyła swój udział na pierwszej rundzie, przegrywając z Sandrą Kleinovą. Po tym niepowodzeniu, przez następne dwa lata grała głównie w turniejach ITF. Przełom nastąpił w 2002 roku. Zagrała w kwalifikacjach do wszystkich czterech turniejów wielkoszlemowych i choć nie dostała się do fazy głównej w żadnym z nich to nabrała sporego doświadczenia. Efektem tego był udany występ na turnieju WTA w Bratysławie, gdzie z dziką kartą dotarła do ćwierćfinału imprezy, pokonując po drodze takie zawodniczki jak Meilen Tu i Jelena Lichowcewa.
Rok 2003 przyniósł jej największe sukcesy w karierze. W styczniu zagrała w Australian Open w pierwszej rundzie turnieju głównego, do którego dostała się z eliminacji, pokonując w decydującym o awansie meczu Claudine Schaul z Luksemburga. W fazie głównej przegrała z Anastasiją Myskiną. W czerwcu zagrała turniej kwalifikacyjny do Wimbledonu, który wygrała, pokonując w trzeciej, ostatecznej rundzie, Julię Schruff a potem, w turnieju głównym dotarła do drugiej rundy. W pierwszej rundzie wygrała z rodaczką Ludmilą Cervanovą a w drugiej przegrała z Japonką Ai Sugiyamą. Sukces w Wimbledonie spowodował, że 11 sierpnia osiągnęła pierwszą setkę światowego rankingu i została sklasyfikowana na 98. miejscu, najwyżej w swojej karierze. Z tak dobrym rankingiem nie musiała już brać udziału w kwalifikacjach do kolejnego turnieju wielkoszlemowego US Open i wystąpiła od razu w fazie głównej. Niestety przegrała już w pierwszej rundzie a pokonała ją Włoszka, Francesca Schiavone.
W następnych latach nie powtórzyła już osiągnięć z 2003 roku i w 2009 roku zakończyła karierę. W sumie wygrała jeden turniej w grze pojedynczej i sześć w grze podwójnej rangi ITF. Reprezentowała również swój kraj w rozgrywkach Pucharu Federacji.

## Wygrane turnieje rangi ITF
| turnieje z pulą nagród 100 000 $ |
| turnieje z pulą nagród 75 000 $  |
| turnieje z pulą nagród 50 000 $  |
| turnieje z pulą nagród 25 000 $  |
| turnieje z pulą nagród 15 000 $  |
| turnieje z pulą nagród 10 000 $  |

### Gra pojedyncza
|    | Data       | Turniej           | Kat. | ($)    | Naw.   | Finalistka | Wynik         |
| 1. | 02/04/2000 | Quartu Sant'Elena | ITF  | 10 000 | ziemna | Laura Pena | 4:6, 6:1, 7:5 |